# Killzone 3
Killzone 3 — видеоигра, разработанная студией Guerrilla Games. Издателем выступила Sony Computer Entertainment. Игра является эксклюзивом для игровой приставки PlayStation 3 и прямым продолжением игры Killzone 2. Первая игра в серии, представленная в стереоскопическом 3D, и первая, включающая элементы управления движением с использованием PlayStation Move. Игра вышла в феврале 2011 года.

## Игровой процесс
Впервые игровой процесс был продемонстрирован 15 июня 2010 года на выставке Electronic Entertainment Expo в Лос-Анджелесе. Руководитель студии Guerrilla Games Хермен Хюлст (нидерл. Hermen Hulst) представил прохождение части одного из уровней Killzone 3. В процессе демонстрации были показаны перестрелки и использование джет-пака.
17 июля 2010 года разработчики из Guerrilla Games сообщили, что после выхода Killzone 2 и началом работы над Killzone 3 они особенно тщательно прислушивались ко мнениям, высказываемым игроками, чтобы понять, что было сделано хорошо и нравится пользователям, а что можно улучшить. Так был уменьшен лаг при управлении и увеличена отзывчивость модели, но при этом было сохранено ощущение того, что боец в игре на самом деле несёт тяжелое оружие. По словам руководителя проекта Матейса де Йонгэ (нидерл. Mathijs de Jonge) работа над этими улучшениями не закончена, но определённо наблюдается прогресс с теми недоработками управления, на которые так жаловались игроки в Killzone 2.
В различных интервью, которые были даны сотрудниками Guerrilla Games, было заявлено, что в Killzone 3 игроку больше не придётся ждать загрузки следующей части мира, весь мир Killzone 3 будет единым и дозагрузки не будут прерывать игровой процесс.

### Многопользовательская игра
Игровой процесс многопользовательской игры был продемонстрирован 18 августа 2010 года.
Так же 29 февраля 2012 года в PlayStation Store появилась демоверсия сборника многопользовательской игры который включал в себя все дополнения, в том числе: карты, режимы, оружия. Также примечательно то, что в этот сборник можно играть не имея полной версии Killzone 3.

## Завязка
События начинаются в главном комплексе Шталь-армс. Севченко и Рико, одетые в форму хелганских солдат, идут по комплексу в студию вещания, где находится сам Шталь и капитан Нервил, которого нужно спасти. Как только Сев и Рико прибыли, Шталь приказывает им казнить его и других пленных землян. Сев берёт петруситувую пушку, наводит ствол на Нервила, но вдруг оборачивается в сторону Шталя и начинает стрелять…

## Сюжет
Оставшиеся силы землян находившиеся во дворце Визари решают отступить, так как Визари мертв (из-за Рико). Собравшись в конвой, они отступают к кратеру образовавшийся из-за взрыва бомбы. Но транспорт в котором были Сев и Рико сходит с дороги. Пробираясь сквозь разрушенный Пирр (столица Хелгана) ребята помогают другим отставшим остаткам конвоя а также видят как хелганский учёный берет облучённый петрусит и улетает на транспортнике. Добравшись до конвоя Сев и Рико пробираются сквозь реку. Почти выбравшись за пределы Пирра их отрезает от конвоя «Молот». Бросив транспорт они вдвоём доходят до другой части конвоя который был уничтожен. Сев и Рико берут экзоскелеты и стараются сбежать из города. Добравшись до капитана Нервила передаётся сигнал бедствия от Джеммер и Рико идет ей на помощь. Сев и Нервил добираются до эвакуационного транспорта. Но тут подходят Рико с Джеммер и её отрядом, но Молот уничтожает крейсер делает невозможным эвакуацию остальных, поэтому Сев и Нервил с его отрядами остаются на Хелгане. Рико и Джеммер вероятно погибли.
Между тем повествование ведётся и от лица основных антагонистов игры — адмирала Орлока и председателя Шталя, конфликтующих друг с другом за право преемничества Визари. Орлок, уведомлённый о гибели императора, уверяет правящий совет Хелгана, что с вторжением будет покончено в ближайшие сроки, на что Шталь лишь высмеивает адмирала.
Спустя 6 месяцев, остатки землян вместе Нервилом и Севченко находятся в хелганских джунглях. Нервил принимает решение найти рацию для связи с командованием. Сев пробираясь по джунглям вместе с Ковальски (товарищем Сева) почти добирается до радио, но услышав переговоры хелгастов Сев отправляет Ковальски обратно в лагерь. Дойдя до рации и включив её узнаёт что командование подписало договор с хелгастами что бы земляне сдались в плен к хелгасам и они были возвращены на родину. Нервил сразу опроверг такое решение (хелгасты пленных просто расстреливают).
Сева и Нэрвила разделяют, доставляя до мест содержания разными транспортниками. Сев решает напоследок поглумиться над хэлгастами, оскорбляя Визари, когда его охрану внезапно убивают неизвестные нападавшие, которыми оказываются Рико и люди Джеммер, пережившие неудачную эвакуацию полгода назад. Рико при встрече со старым другом говорит, что считал Сева и Нэрвила погибшими, пока не перехватил хэлганские радиопереговоры. Сев уговаривает Рико помочь ему спасти Нэрвила, и тот с неохотой соглашается. Вектанцы штурмом берут морской порт в северном полушарии Хэлгана и под видом вражеских солдат садятся на монорельсовый транспорт, доставляющий их до производственного комплекса «Шталь Армс», где держат Нэрвила и остальных пленных.
Тем временем Шталь, работавший над серийным производством оружия на основе зелёного петрусита, узнаёт, что его люди схватили Нэрвила, и решает сам публично казнить «главного врага хэлганского народа», чтобы тем самым надавить на хэлганскую знать и заслужить титул нового автарха (императора) Хэлгана. Однако, казнь, транслируемую по гражданским частотам, срывает Сев своей попыткой убить самого Шталя. Тому удаётся улизнуть, но Сев и Рико освобождают Нэрвила и ещё нескольких пленников, после чего сбегают., попутно выяснив личные планы Шталя…
Шталь по связи пытается оправдаться перед Советом, но те извещают его, что Орлок теперь провозглашён новым аутархом. Последний, в свою очередь, как полноправный правитель требует о Шталя лично явиться на орбитальную верфь и передать ему в распоряжение всё имеющееся у него петруситовое оружие. Шталь делает вид, что ему придётся подчиниться, но на деле всё же планирует придерживаться своего изначального замысла — атаковать штаб I.S.A. на Земле собственными силами и поставить все колонии землян на колени. Единственной преградой на своём пути Шталь видит лишь Орлока…
Перегруппировавшись, Нэрвил и Рико обсуждают план Шталя использовать зелёный петрусит на Земле. Рико и Сев считают, что его нужно остановить, в то время как Нэрвил не хочет жертвовать своими солдатами, так как они и без того многое пережили на Хэлгане. Объединённые силы выживших наступают на космопорт хэлгастов неподалёку от руин Пирра, но попадают в ловушку — активируются защитные вышки, создающие завесу из зелёного петрусита. Двигаться через этот барьер на прямую смертельно опасно (при активных колебаниях создаётся цепная реакция, способная разорвать человека на части), поэтому Рико предлагает замкнуть барьер, протаранив его мобильным перерабатывающим заводом, находящимся на свалке неподалёку. План срабатывает, и выжившим открывается путь на космопорт, но их там поджидает личная гвардия Шталя при поддержке «Молота». С большим трудом героям удаётся уничтожить шагоход и угнать орбитальный лифт.
На борту верфи Орлок встречается со Шталем и требует от него передачи оружия. Шталь отказывается признавать Орлока своим аутархом, поэтому последний приказывает своим людям убить его, но всё выходит наоборот: часть личной охраны Орлока была подкупена Шталем, а его (Шталя) личный флот уничтожает лоялистов Орлока. Орлок пытается лично убить Шталя, но тот сам убивает его и берёт на себя командование его людьми и приказывает флоту хэлгастов готовиться к гиперпрыжку до Земли.
Сев, Рико, Нэрвил и Джеммер поднимаются на верфь и угоняют несколько штурмовых перехватчиков, с которых обстреливают крейсер Шталя, пока тот не взрывается в атмосфере Хэлгана, распылив по планете радиоактивный петрусит, за несколько минут уничтоживший часть населения планеты. Вместо того, чтобы радоваться победе и спасению Земли, Сев лишь задаётся вопросом, скольких невинных хэлгастов ради этого они убили…
В сцене после титров показаны два хэлгаста-солдата, осматривающих обломки корабля Шталя. Обнаружив уцелевшую спасательную капсулу, одни из них обращается к её пассажиру: «Вы дома, сэр.» Как следует из сюжета следующей игры, тем пассажиром был выживший Шталь.

## Разработка и поддержка игры

### Хронология разработки игры
Впервые слухи о том, что Guerrilla Games работает над Killzone 3 появились в феврале 2009 года.
21 марта 2010 года Джек Треттон (англ. Jack Tretton) подтвердил, что ведётся работа над продолжением серии Killzone и пообещал предоставить больше информации на Презентационном съезде Electronic Entertainment Expo в Лос-Анджелесе.
В конце мая 2010 года стали известны изменения, которые были сделаны в игре:
- появятся джет-паки;
- появится новое оружие;
- уровни станут ещё более масштабными;
- игра будет полностью поддерживать 3D.

Но при включении 3D будет занижаться разрешение до 576P и качество текстур.
Дебютный трейлер Killzone 3 был опубликован 3 июня 2010 года.
15 июня 2010 года представители Guerrilla Games объявили приблизительную дату поступления игры в продажу — февраль 2011 года. Так же было объявлено, что игра будет поддерживать PlayStation Move.
16 июня 2010 года была представлена официальная обложка игры.
3 сентября 2010 года объявлена точная дата выхода игры в Северной Америке — 22 февраля 2011 года.

### Поддержка PlayStation Move
18 августа 2011 года на выставке Gamescom разработчиками игры было впервые продемонстрировано использование контроллера PlayStation Move в игре Killzone 3.
В релизе оказалось, что поддержка PlayStation Move в Killzone 3 сводится к кампании и режиме игры против ботов.

## Оценки
| Сводный рейтинг       | Сводный рейтинг     |
| Агрегатор             | Оценка              |
| --------------------- | ------------------- |
| GameRankings          | 86,38 %             |
| Metacritic            | 85/100 (44 reviews) |
| Иноязычные издания    |                     |
| Издание               | Оценка              |
| 1UP.com               | B+                  |
| Eurogamer             | 8/10                |
| Game Informer         | 9/10                |
| GameSpot              | 8,5/10              |
| GameTrailers          | 9,4/10              |
| IGN                   | 8,5/10              |
| X-Play                | [ 21 ]              |
| PSM                   | 10/10               |
| Русскоязычные издания |                     |
| Издание               | Оценка              |
| PlayGround.ru         | 8,4/10              |